# Monstrilla careli
Monstrilla careli is een eenoogkreeftjessoort uit de familie van de Monstrillidae. De wetenschappelijke naam van de soort is voor het eerst geldig gepubliceerd in 2000 door Suárez-Morales & Dias.